# 宗政流北条氏
宗政流北条氏（むねまさりゅうほうじょうし）は、鎌倉時代の北条氏の分流。得宗家から分家した一族で、始祖は北条宗政の子・北条師時である。

## 経歴
北条宗政は第5代執権・北条時頼の子で、第8代執権・北条時宗の同母弟に当たる。兄・時宗の補佐役として枢機に参政したが、弘安4年（1281年）8月9日に29歳で死去した。
宗政の跡を継いだ嫡子の師時は、時宗の猶子となる。また時宗の子で第9代執権となった北条貞時の従兄弟に当たり、兄弟のいない貞時に兄弟同然に扱われて幕政の中枢で重用された。正安3年（1301年）8月22日、貞時が執権職から退いたため、第10代執権に任命された。貞時の嫡男菊寿丸は病弱で足が立たず、翌正安4年（1302年）に夭折しており、貞時は師時を後継者候補に考えていたと思われる（貞時の二男金寿丸も嘉元3年（1305年）に夭折している）。その後、師時は延慶2年（1309年）に7歳で元服した貞時の三男である北条高時が成長するまでの代つなぎとされたが、応長元年（1311年）9月22日に37歳で死去した。
師時には時茂と貞規という2人の息子がおり、2人とも引付衆にまで任命されているが早世している。また宗政の子に師時の弟たちも何人かいたが、これも僧侶となるか早世したものと思われ、師時の系統は貞規を最後に歴史に登場することはない。

## 一族
- 北条師時（第10代執権）
- 北条時茂
- 北条貞規